# Naturschutzgebiet Orchideenwiese bei Heintjeshammer
Das Naturschutzgebiet Orchideenwiese bei Heintjeshammer liegt nördlich von Pohlhausen in der Stadt Wermelskirchen im Rheinisch-Bergischen Kreis.

## Beschreibung
Das Naturschutzgebiet umfasst einen südlich der Landstraße 408 gelegenen Hangbereich des Eschbachtales bei Heintjeshammer. Teile des südlich angrenzenden Waldes, eines historischen Heide- und Quellmoorstandortes und ein Siefen sind in das Gebiet mit einbezogen worden. Es handelt sich um eine an drei Seiten von Wald umgebene Grünlandfläche. Von der Eschbachaue und dem Bach ist sie durch die Landstraße 408 getrennt.

## Schutzzwecke
Die Schutzausweisung erfolgte zur Erhaltung und Entwicklung von im Bereich der Bergischen  Hochfläche seltenem und besonders wertvollem, orchideenreichem Nass- und Magergruenland sowie zum Schutz, zur Pflege und zur Entwicklung der an diese Lebensräume gebundenen Lebensgemeinschaften von Pflanzen und Tieren. Im Einzelnen wurden folgende Schutzzwecke festgesetzt:
- Sicherung der Funktion als Biotopverbundfläche von herausragender Bedeutung als Verbindungsfläche und mit Verbindungselementen,
- Erhaltung und Entwicklung des Landschaftsraumes in seiner besonderen Eigenart, Seltenheit und hervorragenden Schönheit,
- Erhaltung und Entwicklung von Lebensstätten, Biotopen oder Lebensgemeinschaften bestimmter wildlebender, charakteristischer und bemerkenswerter Tier- oder Pflanzenarten
- Erhaltung und Sicherung der geschützten Biotope: Sümpfe, Röhrichte, seggen- und binsenreiche Nasswiesen sowie artenreiche Magerwiesen und Magerweiden,
- Schutz, Pflege und Entwicklung der hochwertigen und charakteristischen Standorte mit ihren seltenen, besonders wertvollen orchideenreichen Nass- und Magergrünlandflächen, den Heide- und Quellmoorstandorten sowie standortangepasster und seltener Tier- und Pflanzenarten.

Das Naturschutzgebiet weist eine hohe Anzahl von seltenen und besonders schützenswerten Pflanzenarten auf. Dazu gehören u. a.: Breitblättriges Knabenkraut (Dactylorhiza majalis), Geflecktes Knabenkraut (Dactylorhiza maculata), Schmalblättriges Wollgras (Eriophorum angustifolium), Englischer Ginster (Genista anglica), Schwarze Teufelskralle (Phyteuma nigrum), Kleiner Klappertopf (Rhinanthus minor), Teufelsabbiss (Succisa pratensis) und verschiedene Torfmoose (Sphagnum spec.). Der Magerwiesenstandort mit seinen vielfältigem Blühangebot am Heintjeshammer besitzt eine hohe Schmetterlingsartenzahl u. a.: Ampfer-Grünwidderchen (Adscita statices) (Schmetterling des Jahres 2023) und Brauner Feuerfalter (Lycaena tityrus).

### Verbote
Zur Erreichung und Erhaltung der Schutzzwecke ist es zusätzlich verboten, den Grundwasserspiegel zu verändern oder Bewässerungs-, Entwässerungs-
oder andere den Wasserhaushalt verändernde Maßnahmen vorzunehmen.

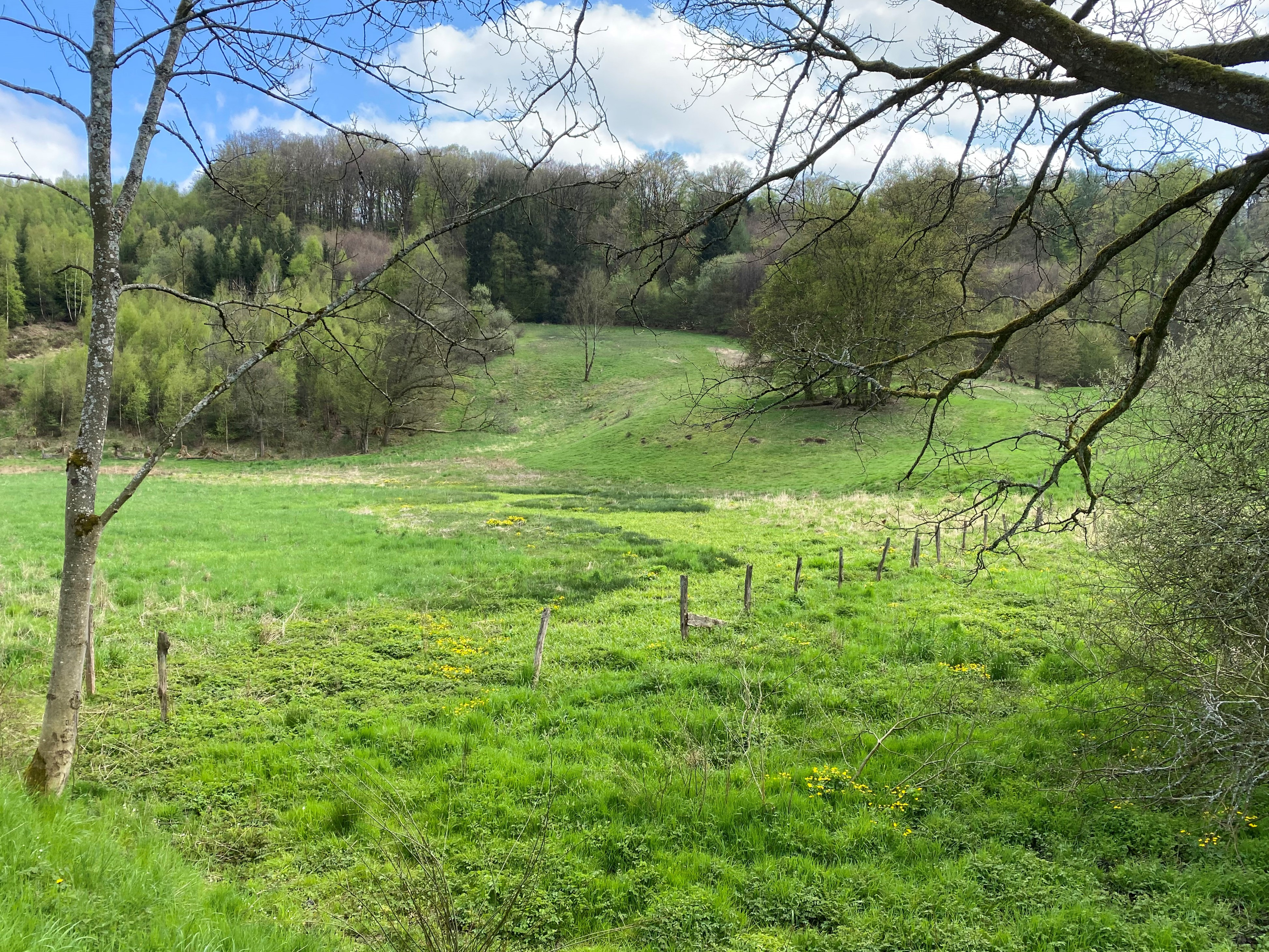
Feuchtwiese im NSG Orchideenwiese bei Heintjeshammer
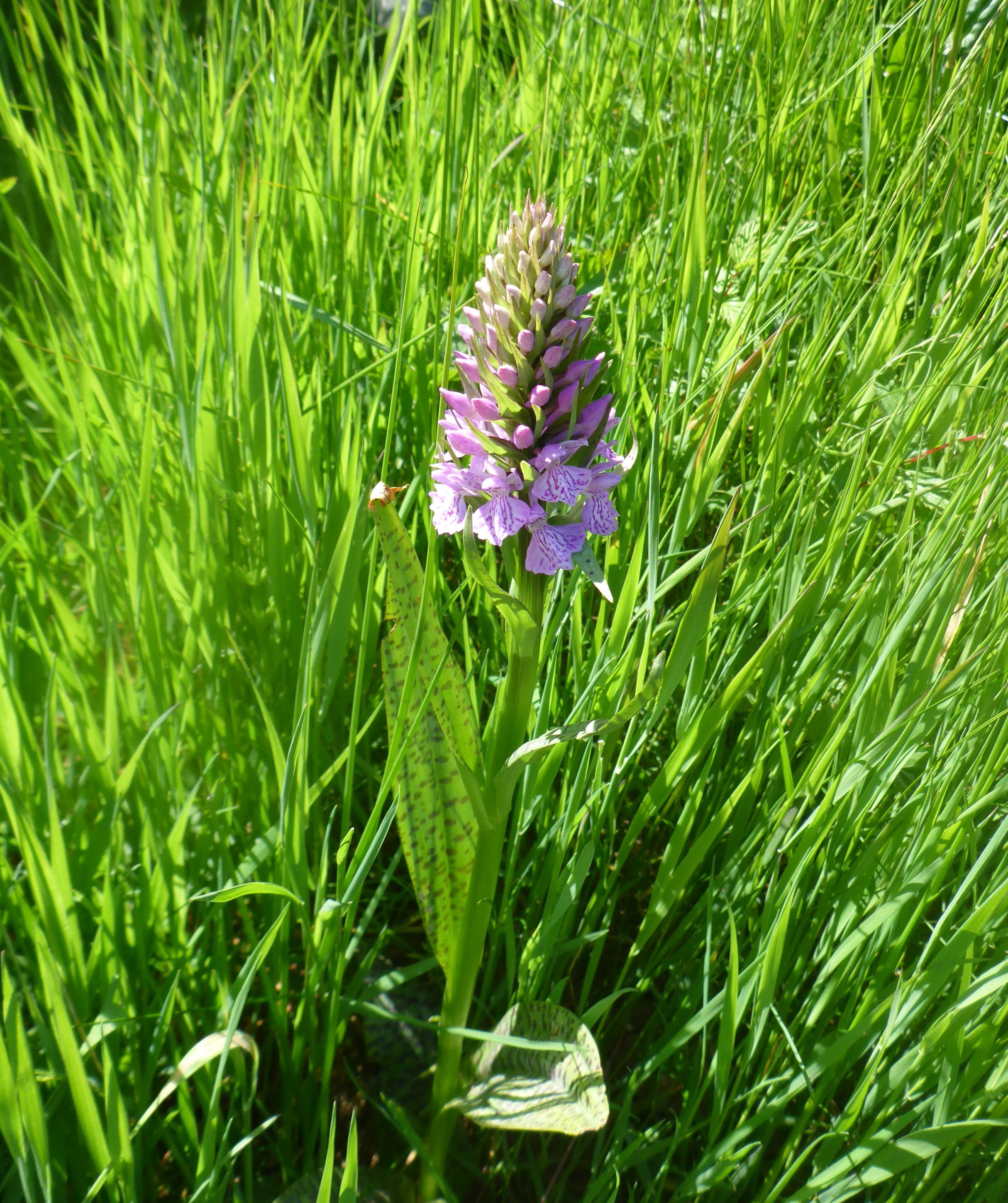
Breitblättriges Knabenkraut (Dactylorhiza majalis) – Exkursionsfoto 3.6.23
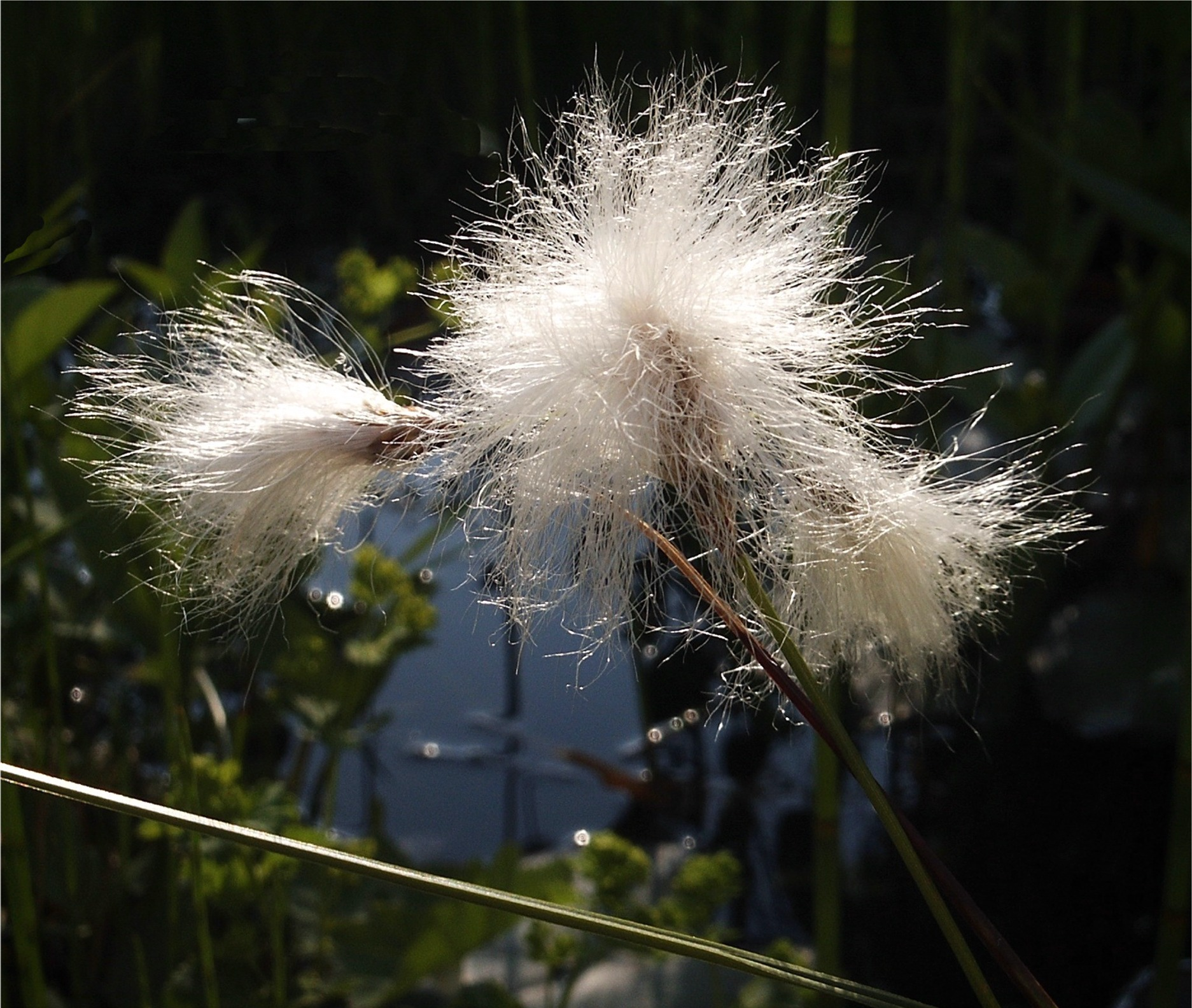
Schmalblättriges Wollgras (Eriophorum angustifolium)
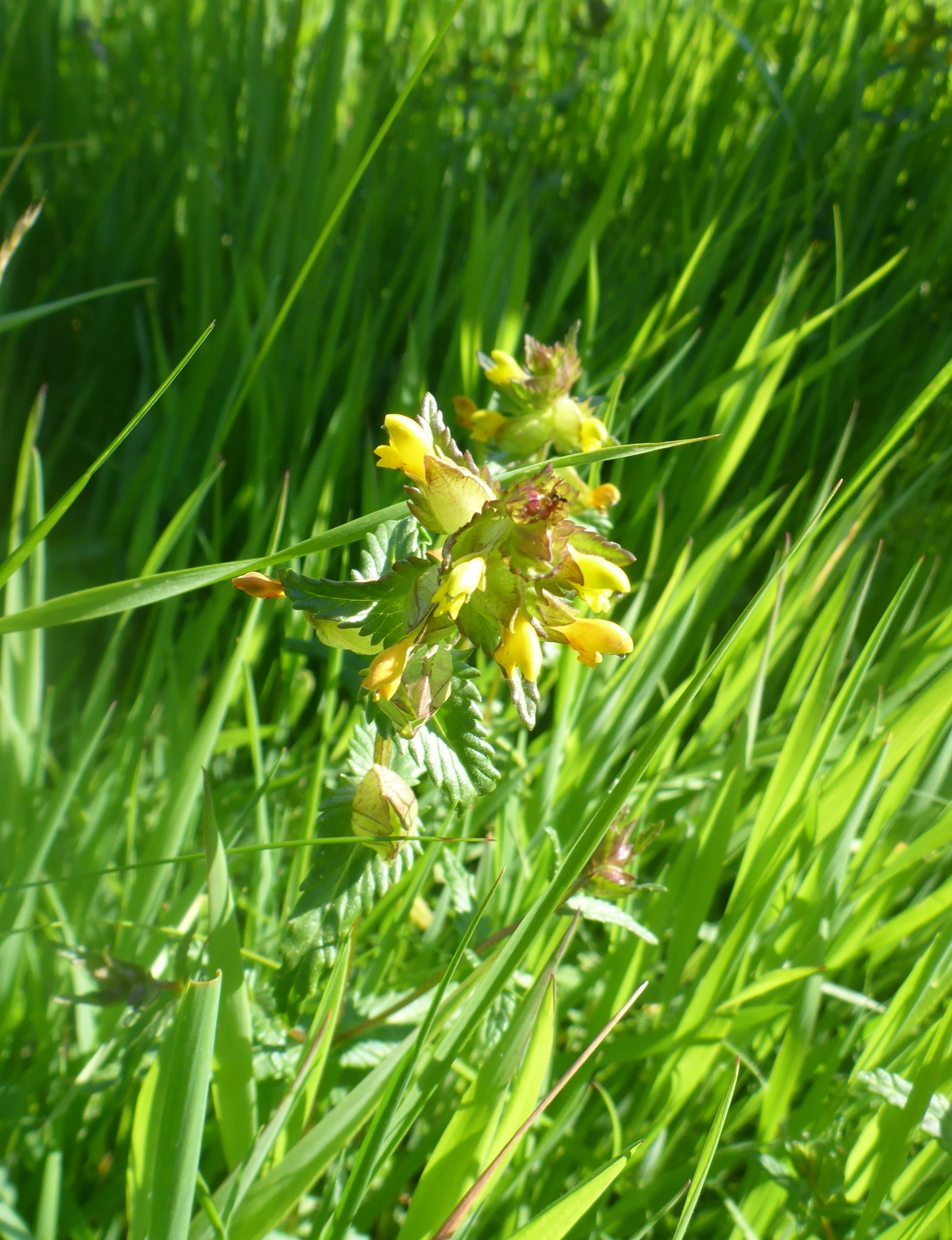
Kleiner Klappertopf (Rhinanthus minor) – Exkursionsfoto 3.6.23
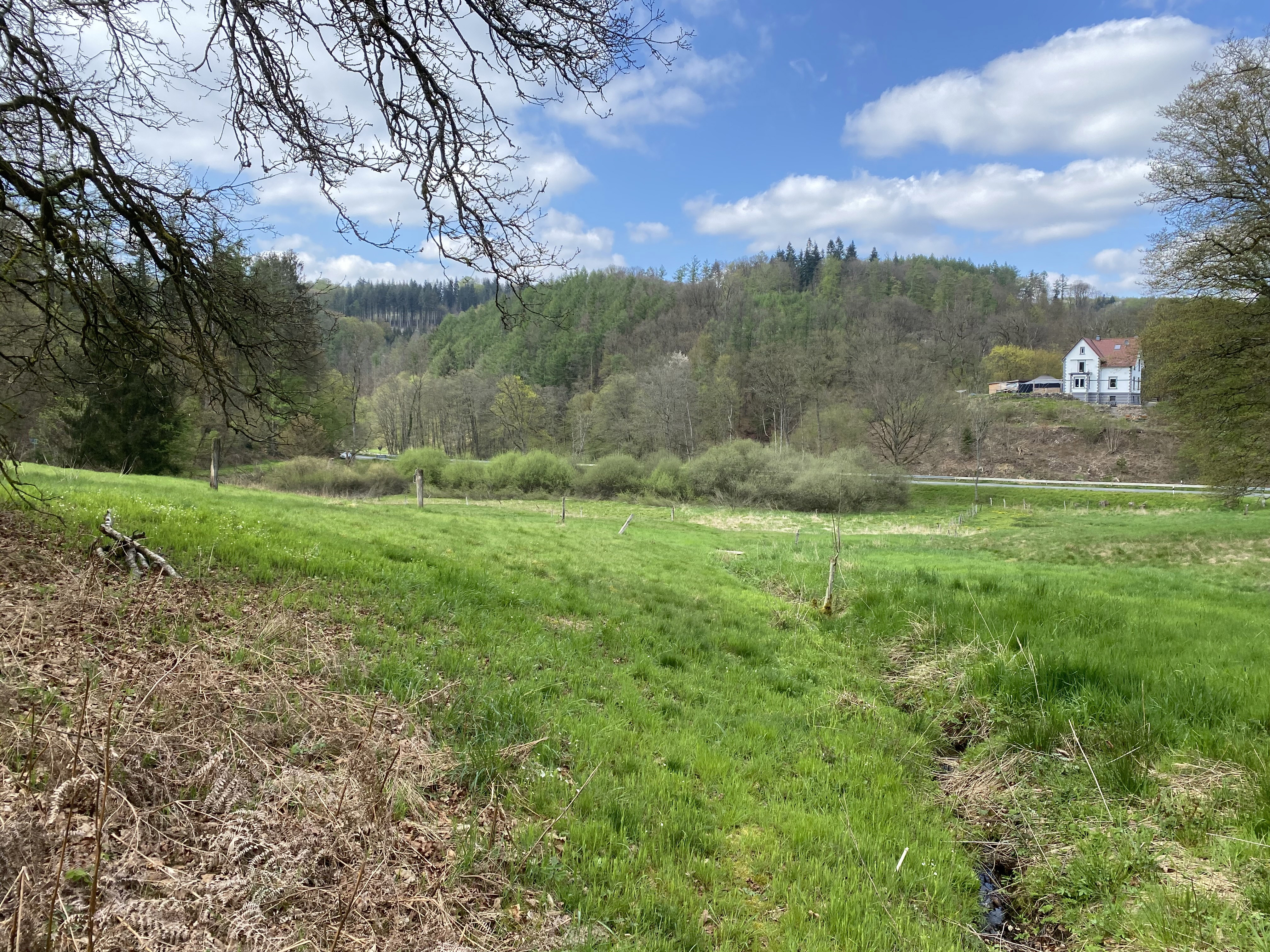
NSG Orchideenwiese bei Heintjeshammer
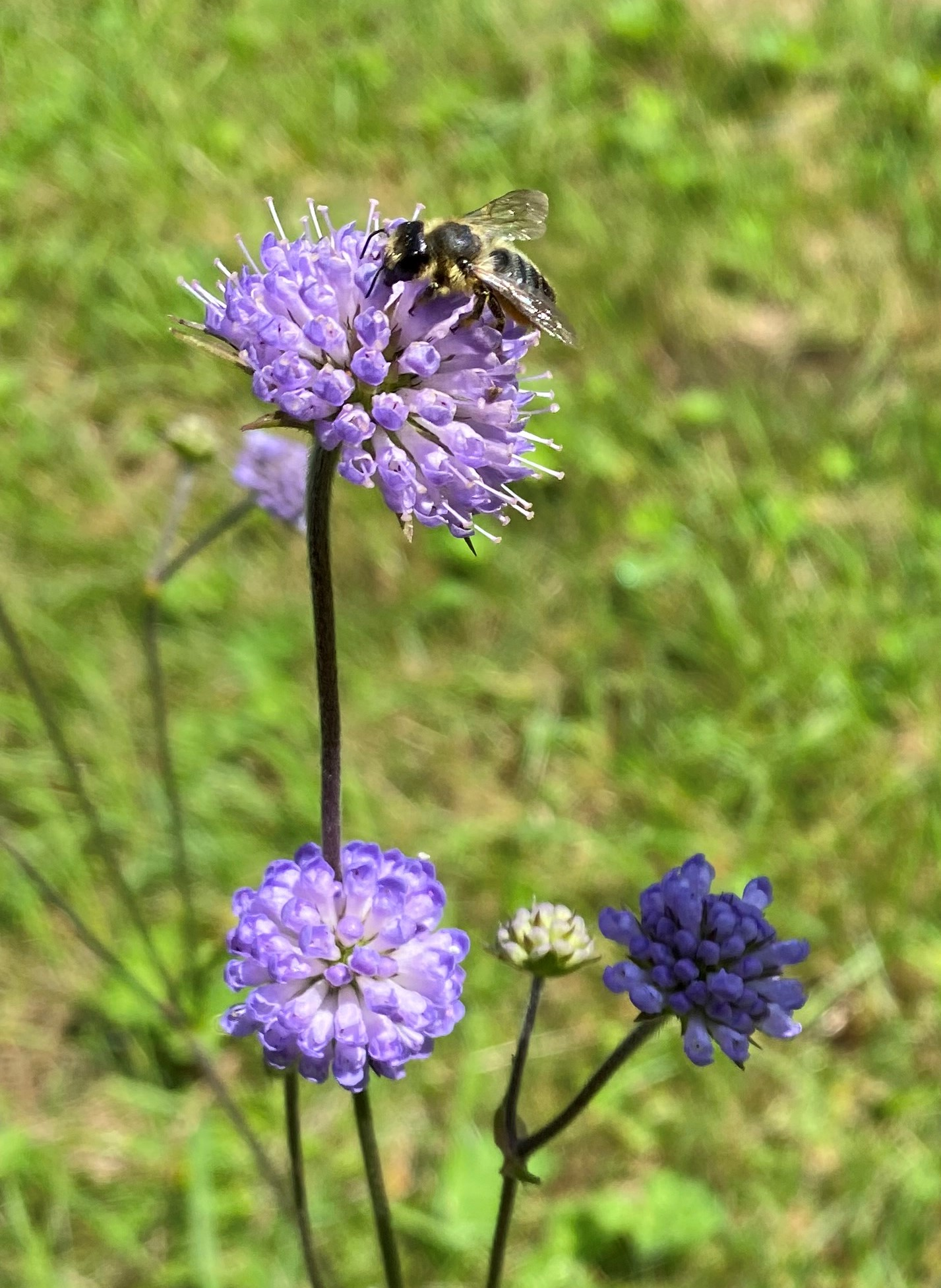
Teufelsabbiss (Succisa pratensis)
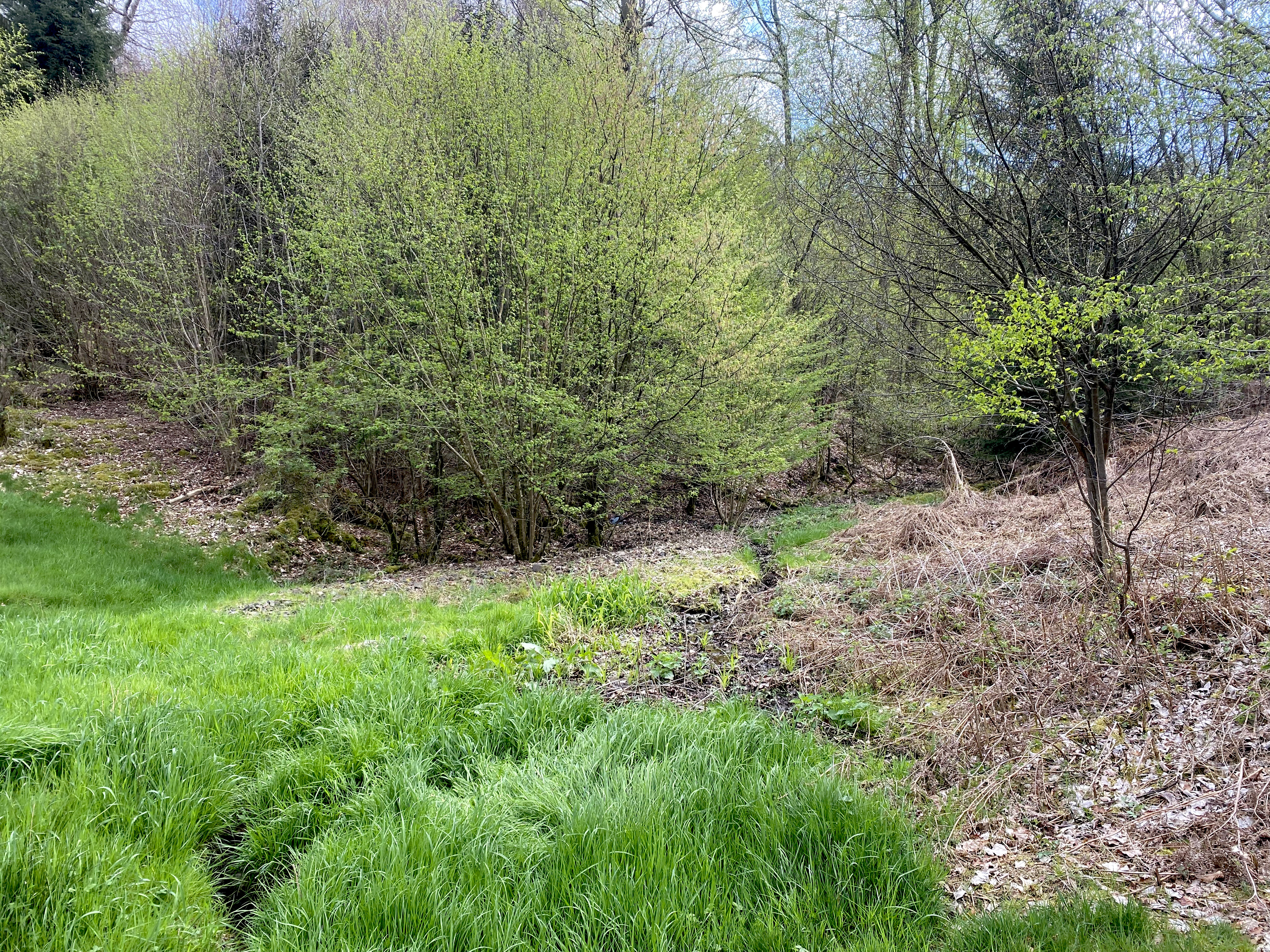
Wiesenbach gespeist von einem Wald-Quellensystem
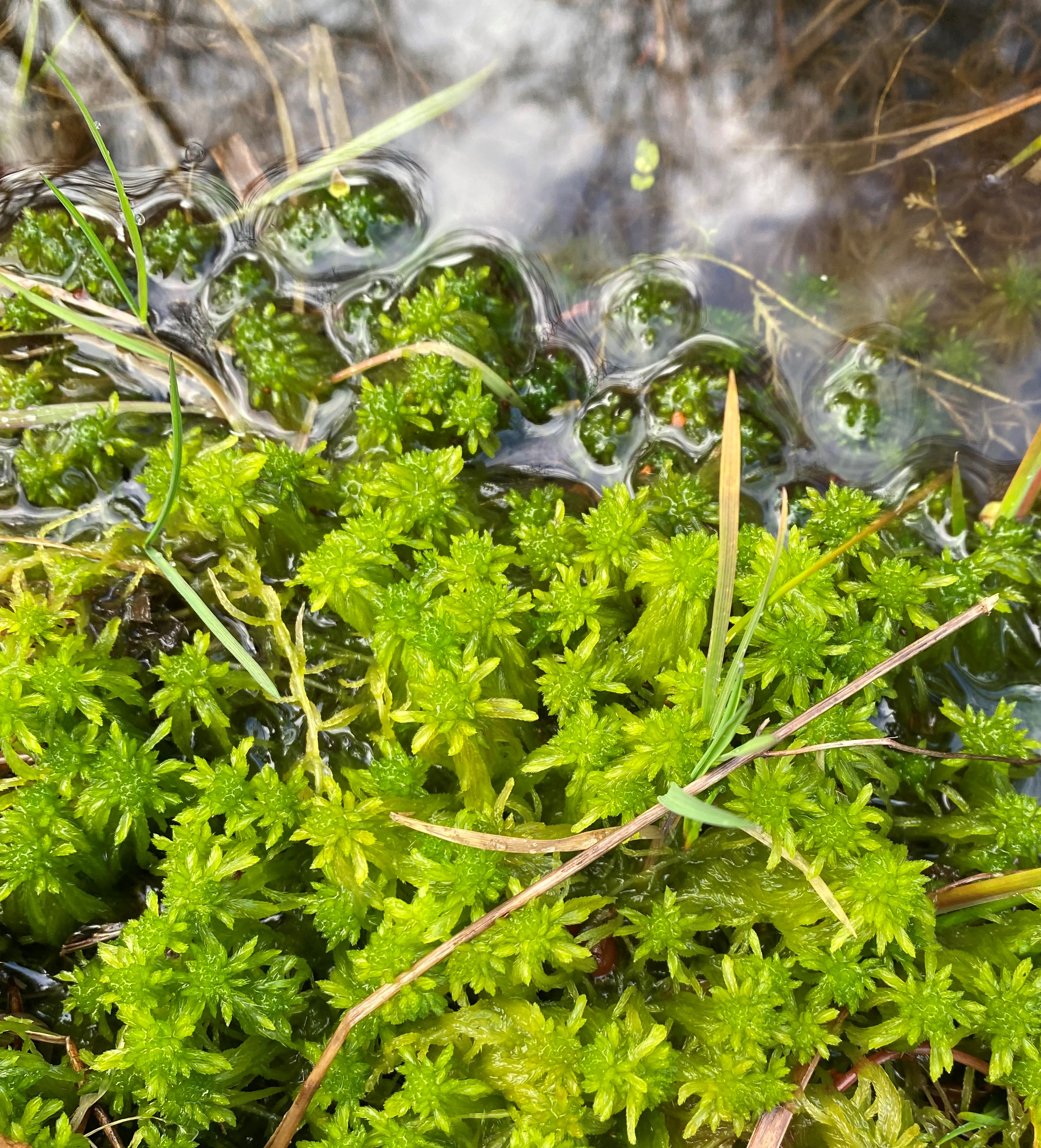
Torfmoos (Sphagnum spec.)
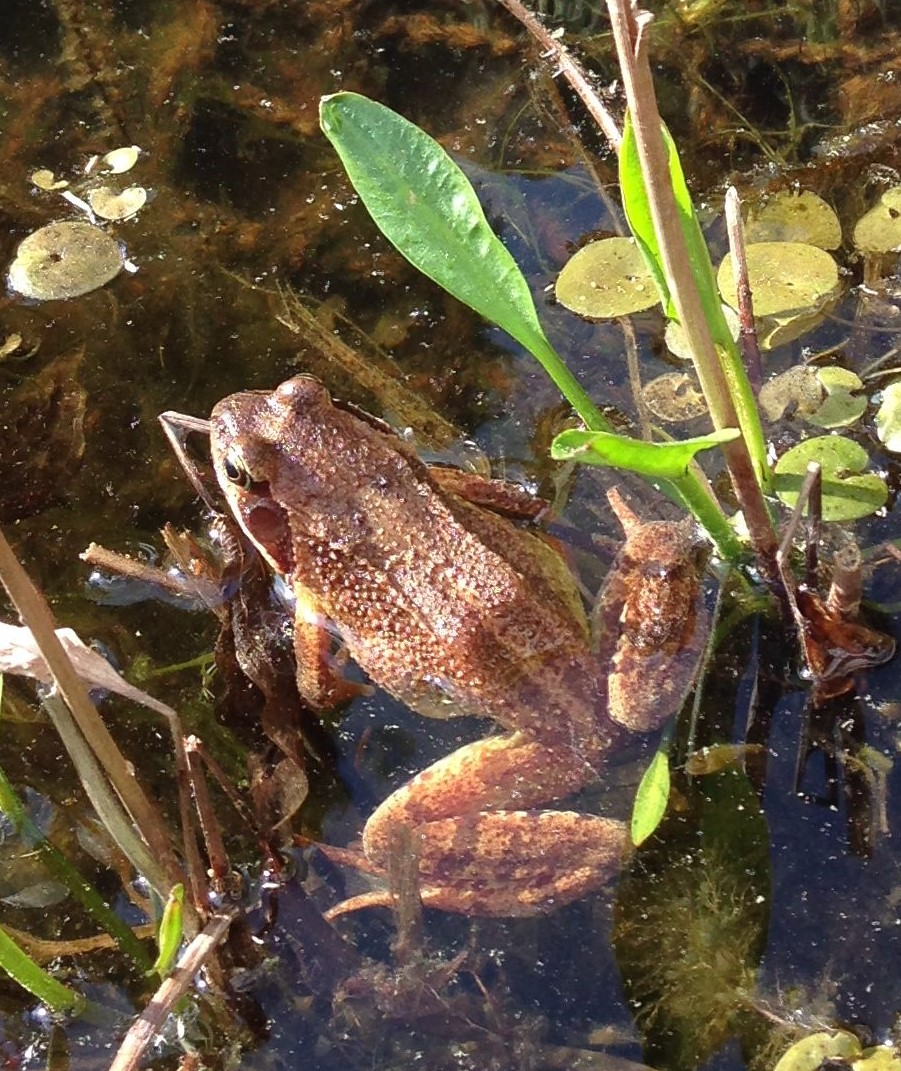
Grasfrosch (Rana temporaria)
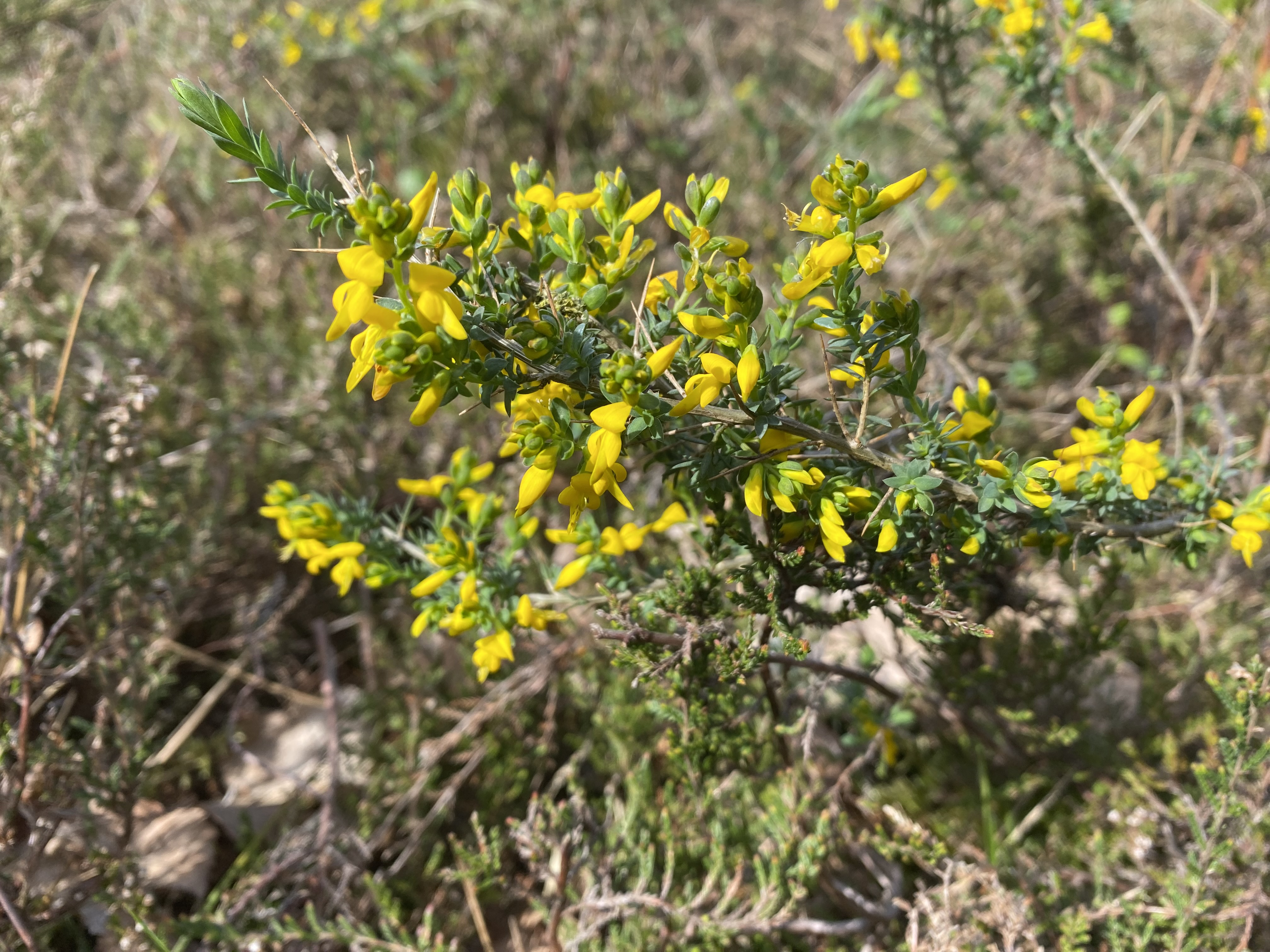
Englischer Ginster (Genista anglica)
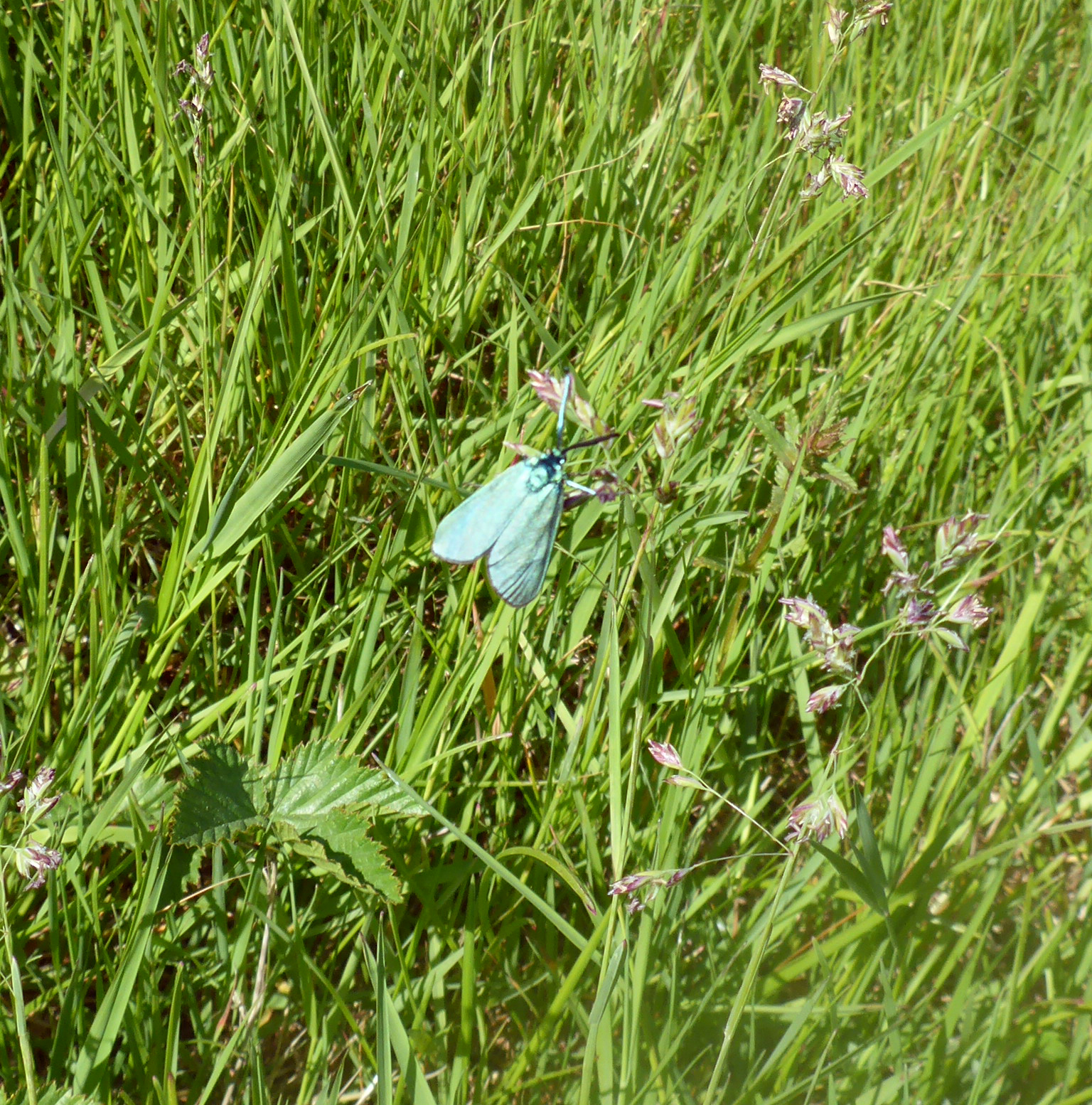
Ampfer-Grünwidderchen (Adscita statices) – Exkursionsfoto 3.6.23
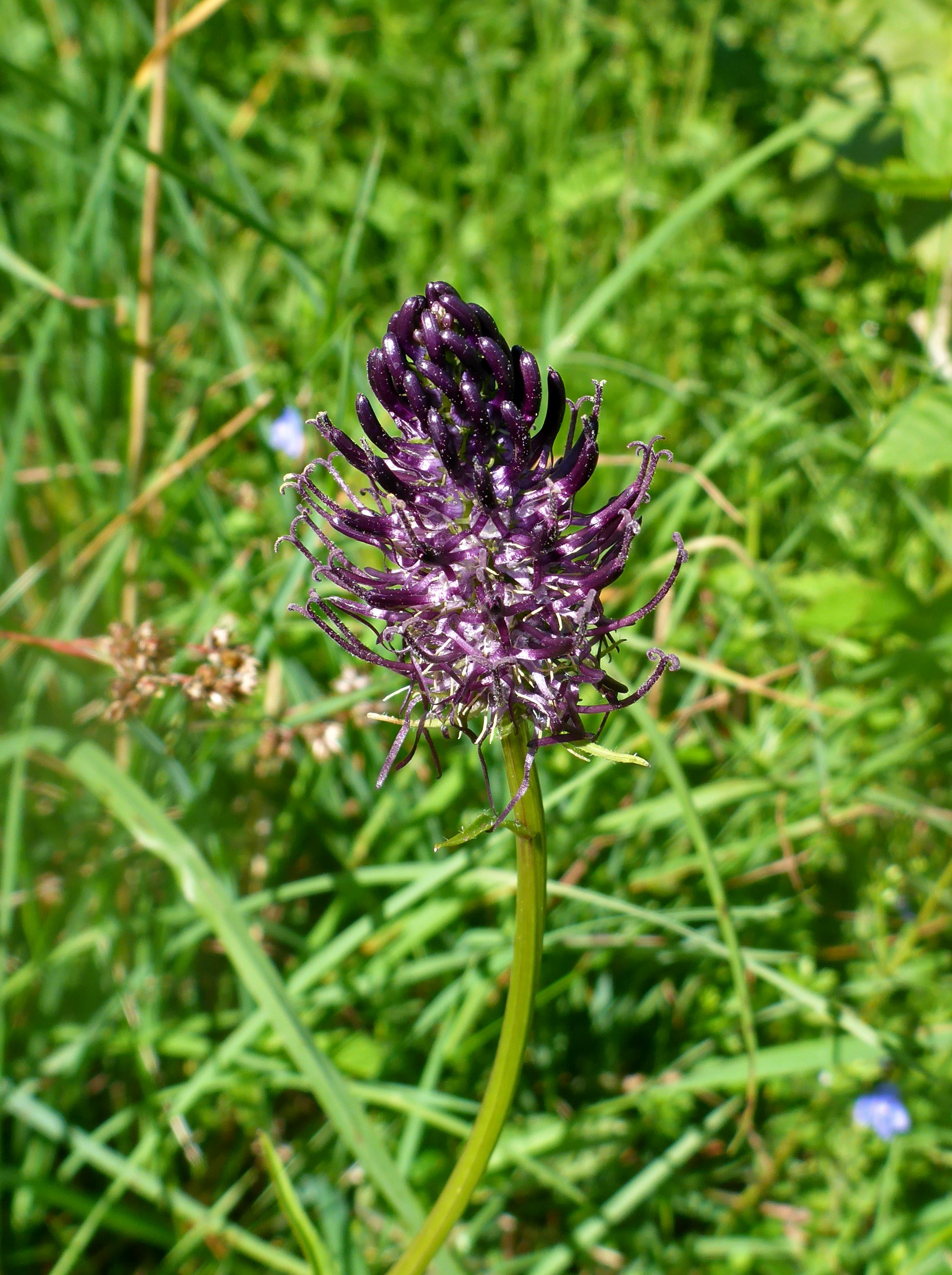
Schwarze Teufelskralle (Phyteuma nigrum)
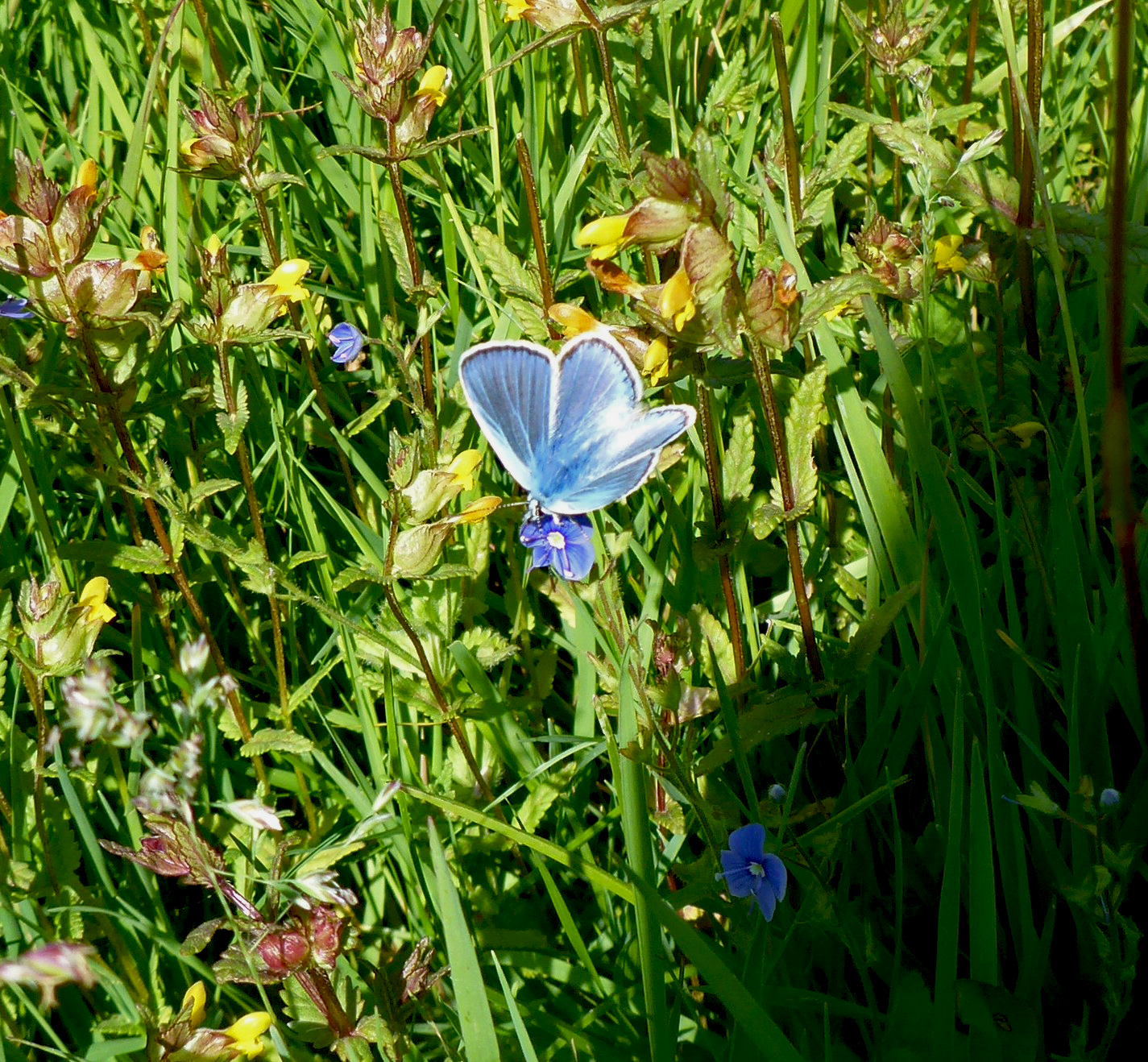
Hauhechel-Bläuling (Polyommatus icarus) – Exkursionsfoto 3.6.23
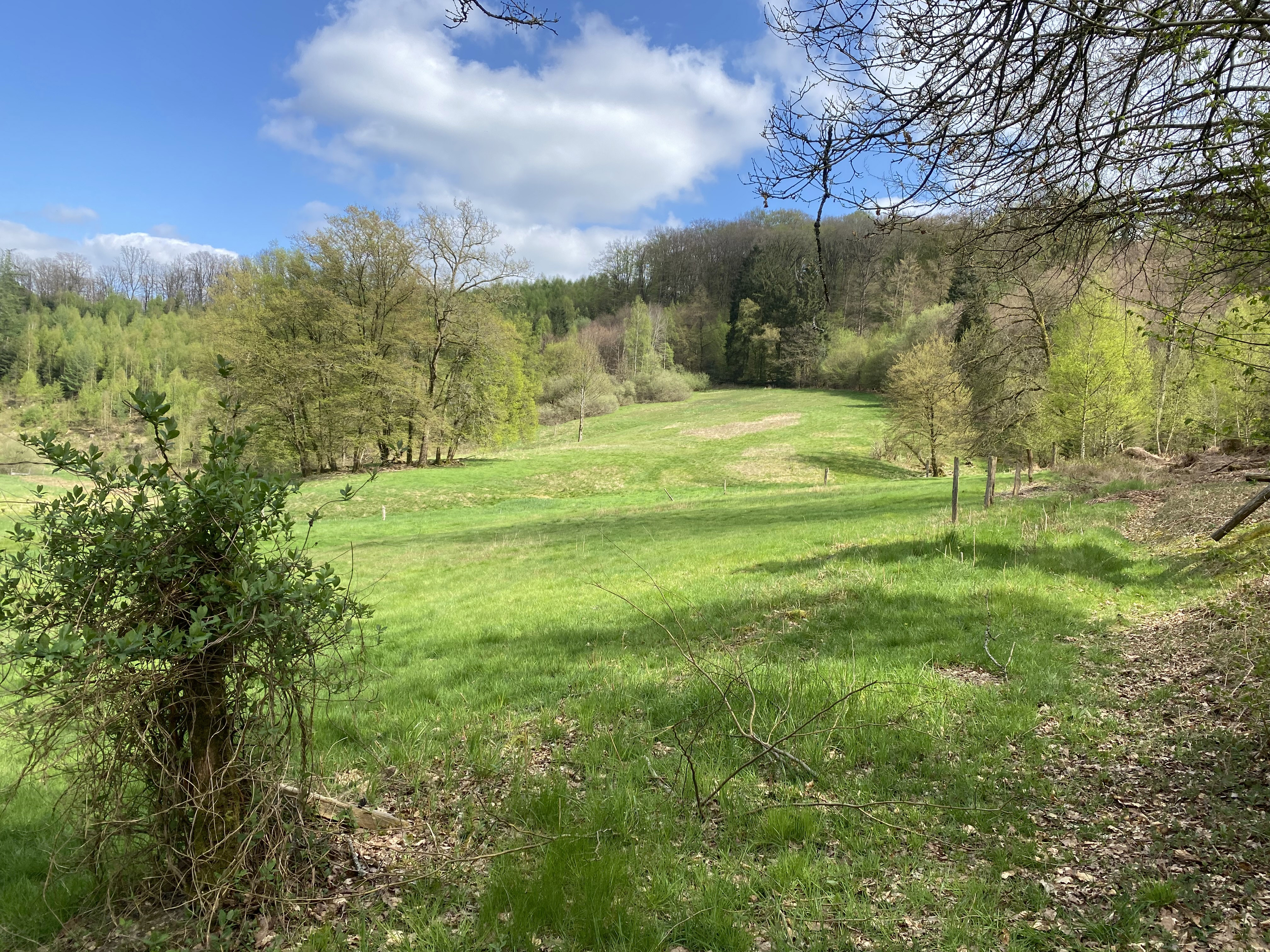
NSG Orchideenwiese bei Heintjeshammer
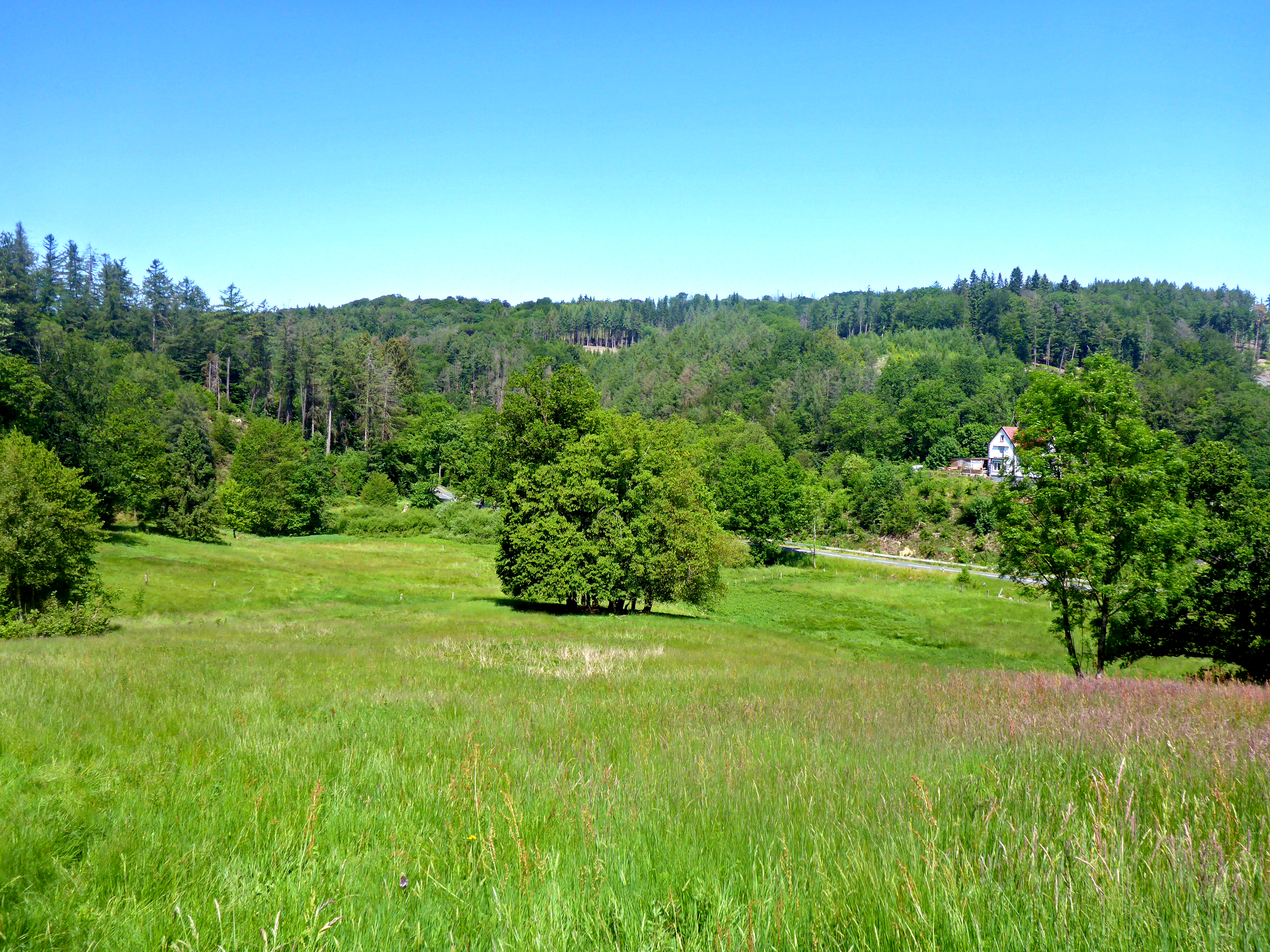
Magerwiese im NSG Orchideenwiese Heintjeshammer